# Лаєлл
Гора Ла́єлл (англ. Mount Lyell) — найвища вершина Національного парку Йосеміті, висотою 3 997 м над рівнем моря. Вона розташована у південно-східному кінці хребта Кафедрал, за 1,9 км на підвнічний захід від піку Роджерса. Названа на честь Чарльза Лаєлла, відомого геолога 19-го століття. Пік також має найбільший льодовик з тих, що все ще залишаються в Йосеміті, Льодовик Лаєлл, і поблизу Льодовик Маклюр на горі Маклюр. Гора Лаєлл утворює вододіл між річкою Тоулумні на півночі, Мерсед на заході, і озером Моно на південному сході.